# Solanum sect. Acanthophora
Solanum sect. Acanthophora es una sección del género Solanum. Incluye las siguientes especiesː

## Especies
- Solanum acerifolium Dunal
- Solanum aculeatissimum Jacq.
- Solanum atropurpureum Schrank
- Solanum capsicoides All.
- Solanum ciliatum Lam.
- Solanum incarceratum Ruiz & Pav.
- Solanum khasianum C. B. Clarke
- Solanum mammosum L.
- Solanum myriacanthum Dunal
- Solanum palinacanthum Dunal
- Solanum platense Dieckmann
- Solanum quinquangulare Willd.
- Solanum spectabile Steud.
- Solanum spinosissimum auct.
- Solanum tejucense Dunal
- Solanum tenuispinum Rusby
- Solanum vaillantii Dunal
- Solanum viarum Dunal